# Michel-Placide Justin
Pour les articles homonymes, voir Justin.
Michel-Placide Justin, né le 29 novembre 1801 à Caudebec-en-Caux et mort le 9 avril 1857 à Paris, est un homme de lettres, historien, journaliste et restaurateur français.

## Biographie
Il est le fils d'un marchand tanneur de Caudebec-en-Caux. Très jeune, il publie un roman historique qui se déroule dans sa région natale, Robert-le-Diable ou le château de Moulineaux, édité en 1823.
En 1826, il fonde un quotidien, Le Phare du Havre, qui se décrit comme « le quotidien  du commerce et de l'industrie, douanes, tribunaux, littérature et arts, et des annonces judiciaires ». Le journal s'organise fortement en 1828, avec l'aide d'un groupe de négociants havrais.
Libéral, Justin est classé dans les « opposants à Louis-Philippe »". Journaliste attaché à la couverture des débats des Chambres, il fonde rapidement, en 1828, une "Correspondance pour les journaux de province", expédiée chaque jour et confiée à un tandem constitué de l'avocat Chauvin-Belliard et d'Étienne-Pierre Lubis (1806-1859). La publication se nomme « La Correspondance politique et agence des journaux des départements et de l'étranger ». Elle propose, en plus des nouvelles, des annonces que les journaux de province sont libres de publier ou non.
Lors de la Révolution de 1830, Michel-Placide Justin participe à la réunion des journalistes dans les bureaux du National, au cous de laquelle est rédigée la "protestation rédigée par quarante-quatre journalistes, dont Adolphe Thiers. C'est lui qui prévient Rémusat vers 9 ou 10h00 du matin. Il fonde aussi le journal Le Précurseur de Lyon, le 21 décembre 1831. Il est alors domicilié rue Saint-Pierre-Montmartre. En 1833, il embauche comme journaliste, "aux modestes appointements de quinze cents francs" par an, l'ex-militaire Victor de Persigny.
En août 1835, l'un de ses journalistes, Antoine de Carrion-Nizas est arrêté temporairement, à la suite de l'attentat à la Machine infernale commis à Paris le 28 juillet 1835 contre Louis-Philippe le Corse Fieschi. Antoine de Carrion-Nizas tentera plusieurs fois de se faire élire député comme candidat du parti radical. Le 5 août 1835, de nouvelles restrictions à l'activité de la presse sont présentées à la Chambre. La Loi sur la presse du 9 septembre 1835 est adoptée peu après. Justin est décrit comme "gros homme, intelligent, curieux, mal disant" et devient rédacteur du Courrier français. 
En 1854, réduit au chômage dans le monde de la presse à la suite du coup d'État du 2 décembre 1851, Justin se fait restaurateur. Il effectue cette reconversion selon une formule originale en fondant "Le Diner de Paris", dans un immense local situé boulevard Montmartre à l'entrée du Passage Jouffroy. Il y propose à sa clientèle le choix d'un potage et de quatre plats avec dessert, pour la somme de 3,50 francs, payée d'avance avant toute consommation. Grâce à cette innovation, il sera plus tard considéré comme le "créateur des diners à cinq francs", les premiers "menus à prix fixes". 

## Publications
- Mazet, ou la peste de Barcelone, Éditions Hubert, 1822
- Robert le Diable, ou le château de Molineaux, traditions normandes recueillies et publiées par Placide Justin, 1823
- Histoire politique et statistique de l'île d'Haïti, 1826
- Tour de France. Première partie. Rouen, le Havre, Dieppe, promenade descriptive, historique et statistique dans ces trois villes et le pays intermédiaire, Éditions Sautelet, 1827
- Du droit d'entrepôt réclamé par les villes de la France centrale, et particulièrement de l'entrepôt de Paris, Éditions Alexandre Mesnier, 1829